# Чисте (Нижньогородська область)
Чисте (рос. Чистое) — селище в Чкаловському міському окрузі Нижньогородської області Російської Федерації.
Населення становить 656 осіб. Входить до складу муніципального утворення Міський округ місто Чкаловськ.

## Історія
Раніше населений пункт належав до ліквідованого 2015 року Чкаловського району. До 2015 року входило до складу муніципального утворення Сільрада Чисте.

## Населення
| 1959 | 1970  | 1979  | 1989  | 2002  | 2007 | 2008 |
| ---- | ----- | ----- | ----- | ----- | ---- | ---- |
| 4661 | ↘2713 | ↘2117 | ↘1564 | ↘1083 | ↘891 | ↘867 |
| 2009 | 2010  | 2011  | 2012  | 2013  | 2014 | 2015 |
| ↘848 | ↘768  | ↘765  | ↘722  | ↘699  | ↘658 | ↘656 |